# Ampelia
Ampelia – imię żeńskie pochodzenia greckiego, oznaczające "hodowczyni winorośli".
Męski odpowiednik: Ampeliusz
Ampelia imieniny obchodzi: 8 lutego, 12 lutego, 14 maja i 20 listopada.